# پریمرو د انرو
پریمرو د آنرو (به اسپانیایی: Primero de Enero) یک منطقهٔ مسکونی در کوبا است که در استان سیه‌گو ده آویلا واقع شده‌است. پریمرو د آنرو ۷۱۳ کیلومتر مربع مساحت و ۲۷٬۸۱۳ نفر جمعیت دارد و ۲۰ متر بالاتر از سطح دریا واقع شده‌است.